# Jelajah Malaysia
Die Jelajah Malaysia ist ein malaysisches Radrennen.
Die Jelajah Malaysia ist ein Etappenrennen. Es wurde 1963 zum ersten Mal ausgetragen und ist damit das älteste Radrennen in Malaysia. Die bekanntere Tour de Langkawi besteht erst seit 1996. Das Rennen zählt zur UCI Asia Tour und ist in die Kategorie 2.2 eingestuft.

## Siegerliste (seit 1999)
| - 2017 Brendon Davids - 2016 Arvin Moazzemi - 2015 Francisco Mancebo - 2014 Rafaâ Chtioui - 2013 Sea Keong Loh - 2012 Yusup Abrekov - 2011 Mahdi Sohrabi - 2010 David McCann | - 2009 Timothy Roe - 2008 Tonton Susanto - 2007 Mahdi Sohrabi - 2005-2006 nicht ausgetragen - 2004 Suhardi Hassan | - 2003 nicht ausgetragen - 2002 Simone Mori - 2001 nicht ausgetragen - 2000 Rafael Chyla - 1999 Peter Jörg |